# براسنورت
براسنورت (به پرتغالی: Brasnorte) یک منطقهٔ مسکونی در برزیل است که در ماتو گروسو واقع شده‌است. براسنورت ۲۰٬۱۴۰ نفر جمعیت دارد.